# Brinkmann (Argentina)
Brinkmann è una municipalità argentina della provincia di Córdoba, dipartimento di San Justo.

## Amministrazione

### Gemellaggi
- Giaveno